# 迪普霍尔茨
迪普霍尔茨（德語：Diepholz，德語發音：[ˈdiːpˌhɔlt͡s] ⓘ）是德国下萨克森州的市镇，下辖迪普霍尔茨县。该市镇总面积为104.45平方千米，截至2023年12月31日总人口为17,608人。